# Autophila nigromarginata
Autophila nigromarginata là một loài bướm đêm trong họ Erebidae.